# 簡阿牛
簡阿牛（1882年8月1日—1923年2月22日），大溪內柵人。大正立志傳中之魁，簡阿牛被時人稱為「本島實業界的霸者」。生於光緒八年，死於大正十二年。乙未割臺，率義勇反抗日軍，其後聽從父老規勸接受招撫。白手起家，雖然從事煤礦業僅有七八年的時間，但其開礦範圍幾乎包括大溪所有煤田。北自龜山兔子坑、鶯歌。南至北埔、南庄等廣大區域，且其投資事業包括煤礦、金礦、金融、開墾、造林、漁業、 製腦、製茶、製糖、藍染、鋼鐵、電氣、運輸等各行業，北部自羅東糖廠、九份金山，至南部屏東阿猴糖廠。其中，運輸是桃園到大溪的輕鉄。在大溪的諸多公共事務，從文化、宗教、到慈善事業等，也都可以看到簡阿牛的名字出現。早期受日方授佩紳章，後任新竹州協議會員、臺灣總督府評議會員。逝世後念其生前之功，賜予授頒敘勳六等。 日治時期全臺發行量最大的報紙《臺灣日日新報》，以「宛如水滸傳式人物」，來形容其戲劇性的一生。

## 早年
簡阿牛在1882年（清光緒八年）出生於大溪內柵一帶，幼少讀書，穎悟拔群，未幾而略通大義。據傳身材高大的他，生性豪邁爽朗又擅於溝通，曾在尾寮一帶擔任隘勇的工作，護衛山地治安，因此受到山地習尚之影響，與原住民達成友好關係，因此採樟製腦的腦丁們都聽從他的領導。除了個性坦直爽朗、機智健鬥外，簡阿牛也通曉泰雅族的語言。因其本身好行俠仗義等特質，與其一同從事樟腦業的工人們，對他均十分佩服。簡阿牛因此結交不少的志同道合的朋友。

## 生平

### 政治方面

臺灣總督府授予簡阿牛紳章，標誌著簡阿牛正式躋身仕紳階層。（臺灣總督府公文）.

1894年，甲午戰爭清廷戰敗，清廷依照《馬關條約》，將臺灣、澎湖與周邊島嶼割讓給日本。隔年5月8日起條約生效，台灣主權轉移給日本，但當時大多數仕紳均不願接受異族統治。1896年，簡阿牛便召集義勇之士，憑著勇氣與膽量，率眾盤據烏塗窟近山地區，與政府對抗，被視為「土匪」。其後，簡阿牛此等舉動，令家中父老十分擔憂，屢屢勸其解散，並說明此等行動，只是徒增鄉人的困擾罷了，簡阿牛見此，便聽從父老息事寧人的規勸，並招撫同志接踵投誠，解甲歸業，於1898年12月歸降台北廳。

1910年4月簡阿牛[紳章編號905]與桃園街鄭永南、徐克昌，北勢庄(平鎮)戴子麟、南勢庄(平鎮)鄧欽鳳等五人獲得臺灣總督府頒贈「紳章」，社會聲勢如日中天。成為地方仕紳後，簡阿牛一方面持續關注社會，積極參與地方公共、文化、宗教事務；另一方面開始逐步擴展個人的商業版圖。當時官方對簡阿牛之評價如下：
明治四十年以來於大嵙崁及咸菜硼蕃地隘勇線前進之際，其付出鉅額費用致力於慰問隊員；或於三角湧庄為公眾奉茶；又於該庄與八張庄間橋頭設置電燈照路，以圖公眾便利；
並曾對該地方之赤貧罹病勞工施藥等慈善行為；又協助設置三角湧保甲會議所等。其致力於各種公共事業，功績顯赫，每事皆率先示範，故該人在地方之聲望日愈增長。
可知其確實不計成本的致力回饋鄉里。
1920年大正改制後，簡阿牛出任首屆新竹州協議會員，其中臺籍議員還有鄭拱辰(新竹)、鄭神寶（新竹）、簡楫（桃園街）、黃維生（頭份）、姜振乾（北埔）、劉緝光（苗栗街）、翁瑞春（龍潭翁家）。
1921年6月，簡阿牛從集團CEO打進北臺灣政治圈，被選任為臺灣總督府評議會員，與另外的八位臺籍評議員有林熊徵（板橋）、顏雲年（基隆）、李延禧（大稻埕）、辜顯榮（彰化鹿港）、林獻堂（臺中霧峰）、許廷光（臺南）、黃欣（臺南）、藍高川（屏東）。

### 經商方面

##### 製腦
1899年，小松組社長日人小松楠彌看重簡阿牛的領導才能與製腦的經驗，委任起用擔任製腦腦寮的小組長。這種苦力階層可謂下層社會場域，簡阿牛有自然統御部下的能力，而在該場域內逐漸佔有重要地位。簡阿牛也從那時候開始，逐漸累積、深化其人脈與資本，從腦寮小組長慢慢升為寮長。
1906年底，因隘線深入，熬腦事業再興，簡阿牛亦率眾人滲入尋覓樟樹，與山下秀實氏、金子氏等合作，在大嵙崁近山製腦。後三井洋行獲總督府許可於桃屬崁湧沿山製腦，而設立會社於三角湧街，專辦熬腦事務。1907年大嵙崁蕃地腦料幾乎殆盡，於是三井遂招徠各腦長，與其訂約，淘汰製工，立意整頓斯業。於是腦業重心隨之由崁至湧。崁街市面趨於蕭條，湧市反添幾許興盛。此際簡阿牛亦成為三井物產旗下統領大嵙崁地區所有腦寮的總負責人，成為製腦產業權威，逐步開啟他的事業版圖，寄寓三角湧。
1908年三井會社與各腦戶立約之舊製腦場樟木已耗盡，即將屆期。7月簡阿牛因六藔花草林舊地即將停熬，遂於新許可之排仔山詩弓襱一帶之樟林，自行招股首腦丁製腦，後於1910年起轉往小南澳新腦地製腦。從此自立門戶。從下層社會場域逐漸累積經濟資本而進入資本家場域，從義勇草莽戲劇般躋身上流政商。

##### 煤礦

簡阿牛礦業許可證

自樟腦業趨弱後，簡阿牛開始轉移投資目標，將原本的製腦的建成組改為建成商行。首先四出探測礦源。自 1917 年起，簡阿牛以自己及建成商行之名義，開始大量投資於煤礦。包括臺北廳三貂堡丁仔蘭坑庄、桃園廳咸菜硼方面蕃地大竹坑、竹頭內、桃澗堡兔仔坑庄土名社右坑大湖頂、海山堡陂內坑庄、猐仔寮庄、潭底庄、鶯歌石庄、大湖庄、三層庄土名新坡面雞籠山、茄苳坑、火炭坑、石厝坑、土名牛角湳、頭寮、新路坑、新溪州、大嵙崁支廳蕃地湳仔溝、二層坪、員潭坑官有林野、枕頭山及竹頭角、竹北一堡小份林庄、大坪庄、南埔庄、南坑庄、月眉庄、石硬仔庄、藤坪庄、上坪庄、濫仔庄、竹北二堡十寮庄等。至1919年間，簡阿牛在大嵙崁街的建成商行已設有大嵙崁建成炭礦部、鶯歌石建成炭礦部、基隆堡九份建成金礦部、三角湧建發染工場。
據報導，大正7年(1918）起物價上揚，該地各種事業旺盛，勞動力需求增加，可付出勞力者皆從事埤圳工程及其他事業，而無設置特殊救濟機關之必要。當地一日工資為70-80錢，而搬運煤礦者3日為5圓。可知礦工所得為一般勞工之二倍。如此對地方經濟發展必有一定良好的影響。東亞興業株式會社北埔炭礦部自1917年11月於北埔設立出張所，礦區位置為距北埔街西方三哩之南埔社土名番婆坑，以及南坑庄土名小南坑兩處。105礦源豐富，但搬運不便，1917年12月已有百餘名坑夫入山，所採掘之煤暫時借用新竹製腦會社之樹杞林線運至新竹，後該社計畫自行興建輕鐵。1917 年間簡阿牛鋪設由坑寮至北埔間輕鐵，北埔南庄間運輸頓感便利。1918年1月又申請鋪設自南埔庄土名番婆坑至北埔街之運煤專用輕鐵。1918年3月獲准，並於該年竣工。此後輕鐵直至貯煤場。至1919年臺車約有70臺，並日趨增加。每日運送人夫五十餘名。1919年3月簡阿牛亦與人合資成立樹林炭鑛會社，不久又合併桃園何開泰、簡金養之煤礦，成立桃園炭鑛會社。資本36萬圓，簡阿牛獨得其股份三分之二，仍為社長。該礦區皆有輕鐵直接運至桃園輕鐵系統。如此不僅降低煤礦的運輸成本，亦對桃園輕鐵之經營與地方的發展都有正面意義。直至簡阿牛過世後，其子簡火炎於1924年繼承其礦業時，尚有17處礦區。

##### 金礦
臺灣產金始於 1890 年於基隆河畔發現砂金，此後湧入大量淘金者。淘金區 域也逐漸向上游擴展，而及於大粗坑、小粗坑、大竿林、九份等溪，九份金山，金瓜石、大粗坑、小粗坑、牡丹坑等金礦。至此，基隆的九份（瑞芳）、金瓜石、牡丹坑三金山鼎立，而 形成一大礦區。日治初期該礦區有藤田組、田中組及木村組等日資開墾。藤田組於獲得九份礦區採掘權後，便投入大量經費，僱用大批人員採金，並 於附近焿仔藔庄設置煉金所。但因收支不能相抵，而於 1899 年出租給顏雲年。 顏雲年獲利頗豐，滿期後再承租，至 1921 年顏以 30 萬圓買斷開礦權，而成巨富。1900年顏雲年向藤田組承包大粗坑及小粗坑砂金礦區，僱用本島苦力四百餘人，所採砂金由顏雲年收購，但坑夫有私自藏金之弊風。故顏將其礦區分割轉租，大部分轉租給簡阿牛的建成號。
1914年11月簡阿牛備妥資本十餘萬，向顏雲年承辦瑞芳九份仔金礦第五六 七等號，限定七年間，自行開採，並設建成金礦部事務所於九份仔金山。其內再分小區轉贌他人採掘，時聞小承包人獲巨利之事，一時風聲傳播，希望者莫不爭先定贌，以期一本萬利。而簡阿牛毫不以為意，並願「利益均沾」。以致九份建成金鑛部之產額顯著增加。顏雲年承租藤田組之礦區後，7 年間採金數量達 5 百萬餘圓。而組成臺陽礦 業株式會社掌管金礦。1918 年7月於大竿林發現新金礦， 顏雲年提起約四十萬圓 之挖掘計劃。1921年5月決定大部分由金山一派所組織之萬鎰公司經營， 一部分分給簡阿牛、黃石添經營。

##### 鐵礦
簡阿牛亦曾嘗試挖掘鐵礦。臺中大甲支廳鐵砧山脚庄發現鐵礦，但含鐵量少，故投資者不敢進行。但歐戰後，需鐵大增。而引起簡阿牛等人之興趣，而於1917年11月獲准加入。原企圖募資百萬圓創設臺灣製鐵會社，但一年後即退出。

##### 開墾與造林
這方面主要事業體為三角湧興殖合股公司、萬基公司與東亞興業株式會社。三角湧興殖合股公司從事樟樹造林及開墾，原由陳嘉猷主持，後由簡阿牛擔任主事。資本10萬圓。1910年6月開墾水田十餘甲、茶園菜園若干甲，並植茶樹十餘萬欉。1910年租谷約收2百石。茶租約 7百圓。至1916年已開墾315甲及造林427甲地。1915年度生產額為穀700石、茶18,172 斤，價額7,134圓。1915年11月1日總督核准三角湧興殖合股公司主事簡阿牛申請預約賣渡地成功延期案。該公司曾於1912年6月22日獲准將桃園廳轄內蕃地大寮地等官有原野（面積320.5446甲）由樟樹造林無償貸付地變更為預約賣渡許可地，915年又准許該公司延長成功期限至1916年底。
此二公司於開墾蕃地之餘，亦須注重與當地原住民之關係，並協助地方廳之理蕃事業。1917年初，簡阿牛首倡株式會社東亞商行，原以經營大連之肥料、製造及買賣、並及於台灣、大連間諸重要貨物輸出入業務。1917年10月經股東會議變更經營方針，簡阿牛以個人所有之北埔煤鑛換成會社股份約十分之四，而獲眾人贊成。遂發起設立東亞興業株式會社。該公司於1917年11月26日在桃園公會堂開股東總會。本社設於桃園，出張所於新竹街，炭礦部於北埔。該東亞興業株式會社除北埔煤礦，又經營阿緱農場。該農場為阿緱廳阿里港轄內舊藔庄農場，原由今村伊那吉自1910年起經營，面積500甲，其中有400甲已經開墾完畢，並栽種各種農作物。但因人事難管理，故於1918年4月以11萬圓賣給桃園廳簡阿牛。該土地平坦，水利亦佳，適宜耕作。且當時臺灣製糖會社之鐵道將改專用線為營業線，延長至六龜里，該農場實居其中心，交通上頗為便利。因此希望為其佃農者益多。簡阿牛亦招募新竹、桃園兩廳下之農民前往耕種，約募得2百餘人。此外，簡阿牛於1912年內柵埔尾經營保安林2.204甲，以供扞止土砂崩落之目的。又於1920年間於中壢郡新營庄、楊梅庄種植甘蔗，供應帝國製糖會社新竹製糖所區域外原料。

##### 金融

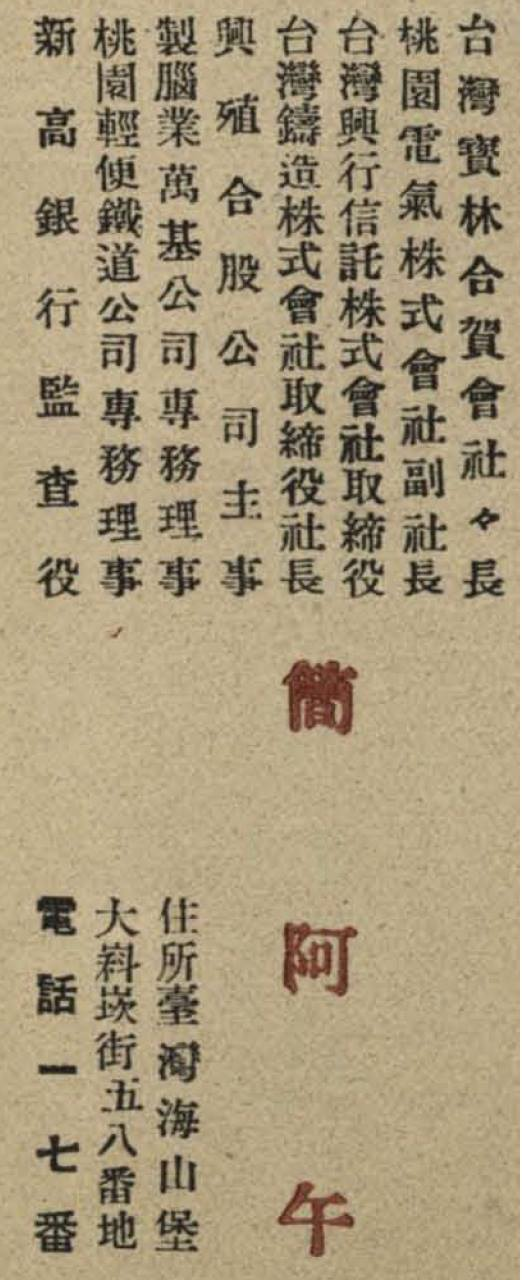
1917年簡阿牛的職稱銜廣告頁。

簡阿牛投資多種事業，而以金融信託業為大宗。1912年5月，帝國信託株式會社於大稻埕開發起人會。於創立總會時改稱臺灣興業信託株式會社。自創立起，簡阿牛一直擔任取締役。其餘金融信託業持股有稻江信用組合理事（1917）、東華信託金融公司理事長（1917）（即東華信託株式會社）、東華物產貿易株式會社創辦股東（1918）、新高銀行監查役（1918）、臺華信託株式會社副社長（1919）、匯豐興業株式會社取締役（1920）、新高商事株式會社社長（1920）等。1915 年 12 月新高銀行成立，由茶商李景盛、李延禧父子發起，設立之目的為募集茶葉資金，主要股東皆為臺灣人。該銀行成立當時為第一次世界大戰期間，臺灣經濟空前活躍，業務進展迅速，頻頻於各地設置分店及出張所。但數年後發生倒債風潮，1923年8月被臺灣商工銀行合併。
企業家投資金融業對於原本的實業經營資金來源有莫大幫助。如1921年新高銀行已擁有桃園輕鐵的股份。至於新高銀行為何投資桃園輕鐵，一是跟簡阿牛在該行成立時擔任監察役一職有關；二是新高銀行成立目的便為便利茶業發展的融資與匯兌，正好桃園輕鐵主要運輸對象之一是大溪、鶯歌一帶的茶。但投資過度擴張亦成為其致命傷。第一次大戰後景氣惡化，股價暴跌，新高銀行之貸款呆帳亦開始突然遠超出存款量，終致不得不被合併。此際簡阿牛亦損失慘重。

##### 電氣
簡阿牛於1913年4月與當地實業家簡楫、鄭永南、徐開源、簡朗山、林國賓等發起創立資本金五萬圓之電燈會社。1915年初正籌備利用大嵙崁溪流創立水力電氣會社之計畫已經官方認可，但因金融界不景氣，而難得出資人。該事業將供給桃園街、大嵙崁街之電燈電力。桃園電氣株式會社1915年7月30日開創立總會，改選董事。社長為山口十次郎，常務取締為土肥次郎、簡朗山。簡阿牛為取締役一員。該社於大嵙崁設火力發電工廠，桃園設本社。大股東多為台灣地方人士。1916 年間該公司於田心仔庄大嵙崁發電所、八塊厝（後轉移至缺仔庄粟仔園）電工駐在所、桃園街桃園開閉所（switching station）間亦設有私用電話，以便於連絡。1917年1月28日桃園電氣株式會社假公會堂舉行股東總會，副社長為簡阿牛。1920年簡阿牛被選為社長，該會社隨即增資85萬圓，而為1百萬圓。
1917年初起該社於桃園街及大嵙崁街官有道路鋪設電線杆及路燈。1918年9月起於中壢街鋪設電柱及路燈。11月於龍潭陂庄鋪設電柱及路燈。1920年8月起於楊梅壢庄、草湳陂庄、桃園街鋪設電柱及路燈。1919年7月該公司申請於大嵙崁溪支流烏來溪畔設置水力發電所，以取代原先之火力發電所。11月獲准租賃廳下蕃地大嵙崁溪與烏來溪交會處附近原野，以供建造發電所之水槽水路。1920年10月又於桃園街大樹林庄設置火力發電所。此外，總督府為開發日月潭水力發電資源但在不得發行公債之限制下，只得設置半官半民會社，其中三分之一的資本由總督府負擔，其餘須向民間募股。1919年4月25日總督府以律令第一號發布「臺灣電力株式會社令」。5月14日民政長官下村宏於官邸招待事業家，說明創立會社之宗旨，並請諸民間企業家為設立委員。簡阿牛即為其中一名。

##### 運輸
1916年初簡阿牛受桃園廳長武藤器重指名擔任專務理事。1916年上半期所獲純利12,000餘圓，配股利有二成。7月29日開株主總會，決定增資至50萬圓，再行擴張線路30餘哩，鋪設桃園街中南街之輕鐵軌道，自該年10月起使用。此後桃園輕鐵面臨時局、成本、勞力、以及同業競爭，而倍感艱辛。1919年8月1日股東總會提議擴張路線，且將公司變更為會社及增資案，而獲無異議通過。而改組為「桃園軌道株式會社」，於1920年2月4日在桃園公會堂開創立總會。總資本150萬圓，總股數3萬股，其中28,800股歸舊桃園輕鐵公司舊股東所有（簡阿牛持股10,020股，佔35%），餘1200股配與從事員工及銀行家，不行公募。由廳長指名取締役社長為簡阿牛。該會社，收購桃園輕便鐵道公司所經營之線道67.59公里，及承包角板山廳官線22.56公里，及竹圍線11.36公里，計101.52公里。1921年9月又於霄里鋪設輕鐵軌道。

##### 藍染
染布業在早期墾拓社會即供應附近地區之需求，迨同治、光緒年間大盛。由三角湧街頭人陳種玉於同治十年(1871)開設的『陳恆芳染坊』、秀才林金井開設的『林元吉染房』、還有同為秀才出身的陳嘉猷所開設『元芳號染房』都是老字號的染坊。染坊除了當地人開設，亦吸引外地商人前來營利；簡阿牛也在三角湧街，營建精美洋樓「三峽挹翠樓」來開設『建發染房』，經營染布業。

##### 漁業

簡阿牛 1916年

簡阿牛亦於1914年2月起桃園廳海山堡八張庄、成福庄、大埔庄土名瓦厝埔、新溪洲庄等地經營養殖魚池，養殖鮎、鰻、鯉、鮒等魚。但皆於1920年間廢業。

##### 多角化投資
1912 年初簡阿牛擔任臺灣寶林合資會社社長。該會社所製雞血藤汁酒及丸，有治血補血之藥效。1912 年 5 月發售以來，廣受歡迎，銷路日廣。因而社長簡阿牛及支配人仇聯青議定每廳招經銷店一家，分配各市墟零賣店發售。自登 廣告後，應募者甚多。該年上半年結算獲利不少，前景看好。理事仇聯青於該年秋季赴滬，推廣雞血藤汁丸酒銷路，成績頗著。並在上海、漢口、北京各地 開設分行。並與儀泰鐵路總理包小北訂約包辦枕木十萬餘根。仇回臺後，邀集股東，臨時會議，決定增資五萬，即由社長簡阿牛及各股東湊出。
臺灣鑄造株式會社則改組自臺北大稻埕下牛磨車庄鑄鼎會社。該公司自創立 以來，業務不振。1916 年初簡阿牛氏被選為社長，改善並增資，延聘技工，並 於各地置特約店。經一番整頓後，社運已大見起色。1918 年7月該公司獲 利頗豐，分配二成紅利。所鑄新式糖鼎（以木炭為燃料者）其暢銷居本島第一。由於鼎質極佳，雖日夜趕鑄，仍應接不暇。1919年8月已由二爐增為三爐。1920年8月增資為30萬圓，生意興隆而有宴客犒賞之舉。原本的建成商行於大稻埕稻新街成立建成支店，1920年亦增設貿易部，並 監製媽祖牌火柴。於迎城隍之日，特於各廟門分贈香客，該年7月又於市面上寄售。
此外簡阿牛亦投資各種事業持股，如臺灣石鹼株式會社、臺灣電氣化學工 業株式會社、日本製材燐寸株式會社、臺灣拓殖製茶株式會社，以及以破布來製作抹布之大正興產合資會社、臺灣輪業株式會社、高砂製糖興業株式會社、阿緱製糖會社，皆為大股東。 由於南進風潮，臺灣企業界亦積極往中國及南洋發展，此時簡阿牛投資的公司有東瀛藥種貿易公司理事（1918），以支援本島醫生赴對岸開業。又投資以對岸保險為主之大成火災海上保險株式會社（1919）、振南貿易（1919）、南洋倉庫株式會社（1921）。 由上可知簡阿牛投資企業甚廣，據『日本全國諸會社役員錄』（大正十年版） 所記，該年（1921）簡阿牛出現16次，可謂身兼十餘家公司。

## 地方公共事業
簡阿牛成為一個事業有成的企業家後，自然成為上層社會的一員，但其成功的事業僅能為他獲取相當的經濟資本，卻無法增加他的文化資本，且後者的欠缺往往會造成社會負面觀感的形成。隨著經濟資本的累積，簡阿牛慷慨好客的習性使其社會資本亦隨之增加。1910年獲頒紳章後，簡阿牛積極地參與地方公共事業、救濟、捐獻、熱心公益、贊助並參與廟會活動、文藝活動等,開始躋身於地方鄉紳場域。

### 回饋鄉里
簡阿牛於發跡前，便喜輸財濟貧，富有後，更致力回饋鄉里。常感米價騰貴，知民生活困難，而捐贈白米，救濟貧民。並賑濟風水災民。1919年霍亂流行時，各處秘方層出不窮。簡阿牛以其寶林會社所製雞血藤液產品經驗證其藥效最補血並可治霍亂之敗血症，而公布免費施與貧民，凡寄信求取者皆立即贈與。
於地方公共事業，則有擔任財團法人大嵙崁公會理事及首任專務理事（1918年7月）及大溪公會評議會專務理事（1921年9月）。依據財團法人大嵙崁公會捐獻行為章程第一條：「本會為桃園廳大嵙崁支廳轄內居住者，而以下列事業為目的。一、公共集會場之設備。二、有關街路電燈等其他公益事項。」可知該公會設立之目的在於開闢一條由地方人士捐獻之管道，以補地方基礎建設經費之不足。
又為促進地方經濟發展，而於1916年7月11日由呂建邦等183名陳請設立有限責任大嵙崁信用組合，簡阿牛亦為其中一人。其所附組織章程（定款）第一條：「本組合以貸與組合員產業所必要之資金並使其獲得貯金之方便為目的。」其區域限於桃園廳大嵙崁區、三層區（第 4 條）。
此外簡阿牛又於1915年捐獻勞工工資以興建大嵙崁下水道工程，及獎助教育。可知其確實不計成本的致力回饋鄉里。

### 文化方面

民國76年（1987年）大溪國小90週年校慶新建校門落成。

簡阿牛獲得紳章後，社會地位一躍而與文人雅士並列，因此得以進入傳統讀書人的吟詩聚會場域，而成為紳士階級，也因而進入地方權力場域。吟詩可謂最具有傳統文士階級習性特徵的生活方式。但聚會時的宴饗與絲竹管弦等亦所費不貲，且「寒士」們常發現自己的文化資本已無法轉換成經濟回報，以致文化資本勢必要從屬於經濟資本。1911 年 8 月桃園吟社詩人簡若川、鄭永南及簡朗山諸氏倡開秋季大會及擊缽吟會，柬邀各地詞人，是年於中秋節前後開會。當時簡阿牛贊助捐贈30圓作為購買獎品之用。此後吟社每年秋季皆舉辦擊鉢吟唱大會，或與臺北瀛社與新竹竹社合辦。獎品多由呂鷹揚、簡阿牛等紳商贊助。當時的文人名士除吟詩外，亦頗喜愛梨園戲曲，如新舞臺老玉梨香班及桃園永樂社頗受歡迎。這些皆要經濟資本寬裕者的贊助。
吟詩作樂不僅為臺灣傳統文士所喜愛，也是日臺文人交流的主要方式。如1916年2月23日簡阿牛於大稻埕的春風得意樓宴請臺北三記者，即日日新報社長赤石定藏、日日新報記者暨總督府通信事務囑託尾崎秀真]]（即尾崎古村）、前閩報記者魏清德（潤庵），感謝新聞界對實業界之指導。桃園區長簡朗山亦作陪，並帶來桃園歌妓獻唱，飲酒賦詩，主客盡歡。如何讓賓客開懷滿意才是主人的最大目的，於其中可見到歌妓的重要性。如當日尾崎秀真似乎對歌妓的服務非常滿意，而吟詩如下：「醉來意氣覺愈新，紅豆相思情味勻，喜爾獨能知國語，廿年如會故鄉人。」
1916年12月1日簡阿牛赴日觀光前夕，五十餘名友人於春風得意樓開餞別會，席上有日日新報記者尾崎秀真（白水）、林佛國（石崖）之贈詩，簡阿牛亦回贈詩一首。於詩文中噓寒問暖，頗有真情流露之感。以上事例皆可見簡阿牛擅長經營與報社記者、文人之關係，如此自然有助於其形象的塑造。
這種聚會不僅是文藝活動而已，亦涉及本島人教育及政治討論。如1912年簡阿牛與桃園廳下本島人鄉紳呂鷹揚、簡揖、黃紀靑、江健臣、簡朗山、王式璋、呂建邦、余亦皐等人組織一財團製腦，即萬基公司，其純利捐贈給廳下公學校。1914年4月24日臺中紳士林烈堂、林献堂兩氏至桃園，吟社擺宴歡迎，席上詢問設立本島人中學校意見，桃園廳參事呂鷹揚、紳士趙玉牒、簡阿牛隨即各捐500圓。1917年，大嵙崁公學校的學務委員會也決議要興建新的校舍，為了籌措新校舍的經費，簡阿牛一口氣捐了2000圓。同年3月大嵙崁人士創育財團，補助無資力遊學於日本之人。簡阿牛先捐200圓，繼而黃石添、黃玉麟各捐150圓。到了1919年,順應政府之意，贊助創設私立商工學校。一擲千金亦毫不吝惜。又如補助無力升學之清寒學子。
又如瀛桃兩社聯合祝賀會於1921年6月15日下午於稻江春風得意樓舉行。是日招待櫟社林獻堂、南社許廷光、黃欣兩氏，及瀛社名譽社長林熊徵、瀛社評議員顏雲年、桃社簡阿牛之外，臺北、基隆、桃園各方人士亦有參加。當時與會者不少身居總督府評議員之職，因此這種文藝活動成員多為臺灣人上層階級，有時亦論及臺灣政治並交換意見，故這種聚會可謂臺灣本土精英之公共領域。而簡阿牛的積極參與，也為自己的政商關係奠定良好基礎。而原本簡阿牛所累積的經濟、社會、文化、象徵等資本也帶來可轉入政治場域的機遇。

### 宗教廟會活動

大溪廟會 大溪大禧 大溪普濟堂關聖帝君誕辰廟會

簡阿牛一向熱心參與宗教活動，曾擔任桃園景福宮祭典壇主，捐錢興建八結應天宮，及月眉山圓光寺等。於大溪地方上對於普濟堂廟會文化的建構，頗不遺餘力。
原本大溪街宗教信仰中心為福仁宮。該廟於嘉慶18年（1813）由福仁季所建。福仁季為漳州人組成的神明會，有強烈漳州人的分類意識。福仁宮十大姓的輪流機制掌控了村落內祭祀活動，其宗教實踐顯示出一種僅對祖籍為漳州人具有凝聚力的傳統社會觀的描述，但與蛻變中的社會環境已不相符合，而日顯脫節，不能作為當時現實社會的象徵。
祭典是透過許多制度化的儀式（強制某年由某一姓氏來主持、儀式內容、期間等），以及對各成員地位之定位（如陣頭、爐主、壇主、分香等）等過程而構成的。其目的含有整合或宰制的政治意義。即福仁宮祭典反映出村落內大家族政治的主宰體制下，唯有傳統幾個大家族內有地位身分者才能在宗教場域中佔有位 置，如爐主、頭首等，至於一般市井小民，永遠是沉默無聲的被宰制者。但普濟堂的祭典卻扭轉了這種局面。
普濟堂的祭祀活動以舊曆6月24日關聖帝君生日為主。據《寺廟臺帳》所載：「大正三年（1914）始有祭典，每年祭日，則有區域之巡守，其行列有愈來愈盛之勢」。早期廟會只是由江家的佃農背著神像舉行小規模的繞境活動。而後來愈辦愈盛大，其原因傳說是因關聖帝君「扶鸞起乩」，指點簡阿牛在九份的金礦脈地點，簡阿牛挖金致富後，簡阿牛及所帶領的礦工為感念關聖帝君之靈驗，因此成為普濟堂的忠實信徒。
1916年舊曆6月24日普濟堂擴大舉行廟會及繞境活動，眾人議決轄下十九保，聯庄恭迎。當時值年爐主為簡阿牛，極盡熱心鼓舞，除自己出資外，遠近之人多樂為之響應。當日自早上7點起，迎神行列有兩三千人，均往各村遊境。是日遶境神輿鑾駕，暨諸神將鼓樂，詩意閣等，一齊到該堂口集齊。路關定由下街新街，經田心仔、登尾寮、三層到頭寮庄，在城仔內午餐。下午由埔尾角，經內柵、下崁觀音亭腳、醮寮埔而就歸途，午後三點歸崁。入夜後裝設電燈五六百盞，光射街衢，遠近來觀者雜沓異常。

簡阿牛 - 宛如水滸傳式人物 《臺灣日日新報》，1923年2月24日。

此後每年普濟堂將照往例迎三聖帝君繞境，簡阿牛皆出錢提倡，並招聘桃園永樂社女戲子及各種雜耍珍趣，以為餘興，聞其陣頭亦有遠自桃園各地來者。 簡阿牛又與黃丙南等人於1917年創「同人社」。當時由礦業主黃丙南發起為普濟堂募建神轎一事，得到礦工們熱烈回應，眾人踴躍捐資，不足之處再由黃家人承擔。神轎落成後，眾人遂組成一祭祀組織「同人社」，並以該轎恭迎主神出巡繞境，此即社團參與繞境活動之始。可知大溪街普濟堂廟會能有如此盛況， 似乎始於同人社的提倡。且原本僅是為娛樂而舉行的陣頭集結，實際上卻隱含著 更深層的意義。最初同人社成員是以「金山客」之礦工、苦力為主，這些客觀存在的無產階級在宗教的名義下被集合，而成為被動員的群體。但他們與雇主之間 的關係仍保持和諧。動員只是為了侍奉神明，而非是認識到自己被剝削的階級屬性。而且這樣的動員使得他們群體得以在宗教場域中佔有一席地位。於是個人不再是孤獨的無產階級，而與資本家（大有社）立於同等地位，成員亦藉由儀式的展演來達到宣洩其身分或心理上不平等之不滿，致而充分感受到滿足的喜悅，故樂於參與活動。而發起及動員這些沉默的無產階級卻是資本家與工頭、商家等人，其理由為何？所謂「同人」，出自易經同人卦，象辭曰：「天與火，同人。君子以類族辨 物。」即存異求同，和同協力之意。天即資本家，在上；火即勞動者，在下。兩者雖不同階級，但理念若能一致，就能和同。對於資本家而言，為企求神明之庇祐以獲得豐富礦脈或還願便構成單純的動員動機。而隨著活動之舉行，這些頭領也因此聚集社會資本，而得以立足於地方文化的權力網絡中，故而樂於持續付出 動員與捐獻。或許我們可以說這就是一個逐漸形成的新大溪社會的象徵。
也由於廟會活動期間花費的增加與遊客的湧入，使街上商家亦蒙其利，故而熱中支持此活動。 而大溪街福仁宮開漳聖王於每年舊曆2月11日舉行聖誕祝典。1922 年簡姓一宗值東。簡阿牛被推舉為代表。該式典之計畫方法，舊例行三獻禮，此次順時勢之潮流，改為參拜焚香，簡阿牛又邀各界官紳有力者參與儀式。並於該廟內裝飾各種電燈、古董、古字畫。廟前每日演梨園四五臺，續演三天。當日將屠宰豚羊六百餘頭，陳列廟前，並評選大豬公，其特等獎為金錢、紗灯等品。其次分一、二、三、四、五等，各有獎賞。可知普濟堂陣頭繞境與福仁宮豬公大賽這兩種大溪廟會文化應盛行於日治中期，而簡阿牛對於該文化習俗之塑造，實有極大的貢獻。實際上，簡阿牛對於廟會活動的熱心，除本身的宗教信仰心以外，應只是單純好客與好熱鬧之偏好而已。即有人氣才有買氣，有買氣才有景氣的心理，所以他認為辦活動一定要先設法炒熱氣氛，結果卻開出一種地方文化傳統之先河。

## 病逝
1923年2月9日，基隆顏雲年過世，11日簡阿牛前往九份視察金礦時，突然腦溢血，因位處山麓，似乎有延誤就醫，藥石無效，1923年2月11日起持續昏迷狀態，20日發出病危通知，遂將其運回大溪自宅，於22日上午8點30分逝世，得年僅42歲。此事立即傳至日本，當局念其生前之功，於21日敘勳六等，授瑞寶章，以為其身後之榮。大溪街簡阿牛葬禮由其長男簡火炎為喪主，大溪郡守小島仁三郎為葬儀委員長，桃園街長簡朗山等四人為葬儀係長,並訂於3月6日上午11點，在自家以佛式營葬儀，告別這些年雄霸臺灣政商界的風采。1923年5月27日簡阿牛百日祭於大溪自宅舉行，並依故人遺志，捐贈數百圓給曹洞宗大溪布教所之忠魂堂，以作為返回香奠之意。當天約有三千人弔祭,，被稱為大溪未曾有之盛典。
簡阿牛與黃玉，育有五子(火炎、金枝、水慶、黃清泉、黃榮洋), 四女(蕭對、簡查某、簡來有、簡寶珠)。

## 年表
- 1882年：出生。
- 1896年：簡阿牛與手下盤據烏塗窟近山地區，與政府對抗，被視為「土匪」。
- 1898年：12月，歸降台北廳。
- 1899年：7月，受聘於小松楠彌社長，委任小松組製腦腦寮的小組長。
- 1900年：簡阿牛與黃氏玉結婚。
- 1906年：簡阿牛與山下秀實氏、金子氏等合作，在大嵙崁近山製腦。
- 1907年：因「三井會社」收購大嵙崁地區製腦業，簡阿牛赴三角湧街發展。此際簡阿牛亦成為「三井物產」旗下統領大嵙崁地區所有腦寮的總負責人，成為製腦產業權威。
- 1910年：簡阿牛至宜蘭製腦。4月，簡阿牛獲頒紳章。6月，簡阿牛繼任三角湧士紳陳嘉猷為「三角湧興殖組合」組合長。
- 1911年：8月，投資「桃崁輕便鐵道會社」（成立於1903年）。
- 1912年：已任「臺灣石鹼株式會社」取締役、「寶林會社」社長。同年，簡阿牛與全臺各地仕紳籌組成立的「臺灣興業信託株式會社」，成為全臺性地方要角。
- 1913年：簡阿牛創設建成商行。同年，與大嵙崁、桃園兩地仕紳共同組織一財團製腦，成立「萬基公司」，其純利捐贈給廳下公學校。
- 1914年：任「桃園輕便鐵道株式會社」專務理事。投資九份金礦事業，成立建成金礦部。與林獻堂等發起創辦台中中學，捐款500圓為建校基金。（即現今台中一中）。
- 1915年：建成商行本店自大稻埕移至大嵙崁街新南58番地，正式回歸故鄉發展。
- 1916年：三峽挹翠樓落成。3月，簡阿牛被選舉為臺北大稻埕「下牛磨車莊鑄鼎會社」社長。同月，簡阿牛、呂鷹揚贊助「日本赤十字社臺灣支部第二回總會」金千圓。4月，簡阿牛與劉金清以臺灣「寶林合資會社」名義，參拜臺灣神社並獻幣帛料50圓。12月，簡阿牛與黃石添赴日參觀。
- 1917年：創立「東亞興業」。同年，簡阿牛捐2000圓贊助興建大嵙崁公學校的新的校舍。
- 1918年：合資創立「東瀛藥種貿易公司」。10月，簡阿牛與基隆礦山關係人士發起興建〈顏雲年頌德碑〉。
- 1919年：4月，「台灣製腦株式會社」創立，簡阿牛為監察役之一。
- 1920年：任新竹州州協議會員。同年，簡阿牛被選為「桃園電氣株式會社」社長。
- 1921年：1月，簡阿牛之子簡火炎與桃園仕紳徐克昌之女結婚。5月，建成商行新築落成。6月，任臺灣總督府評議會員。
- 1923年：2月22日簡阿牛因腦溢血病逝。政府念其生前之功，敘勳六等。

## 歷史建築

### 建成商行
1921年5月30日，建成商行新築落成，登記為「瓦葺土塊造平家1棟、建坪209坪9和7才」落成，也是簡阿牛的住所。屋頂採穹窿式凸出設計，有翼塔、雙柱式三開間，格局氣派雄偉，店號有外文，而在穹頂中央的『簡』字則是家族姓氏。牌樓立面有串珠、算盤珠等圖樣裝飾，菊花雕飾為日本總督授予，代表簡阿牛躍登仕紳階層。在牌樓文字上，KEN SEI SHO CO是日語發音的羅馬拼音，代表著建造的時代背景，而圓頂鱗片昔日原為黃銅板包飾，穹窿屋瓦則採用黑瓦塗漆，盡顯簡家華貴，更是台灣民居街屋中少見之例。這座三崁合一的街屋，在造型、格局、材料、工法等都與其他街屋不一樣，十分宏偉壯觀，不僅採用在當時相當摩登的幾何圖紋裝飾、最流行的洗石子工法，連外牆上的白色磁磚都是舶來品，展現了大企業家、走在時代前端的氣勢，也塑造出有別於其他街屋牌樓立面的風格。為當年大溪老街最豪華街屋，巴洛克風格的牌樓建物風格與台北總督府、鹿港辜家祖厝相似。
隨著簡阿牛於1923年離世，簡氏族人陸續搬離大溪，建成商行於1960年轉售大溪望族江家，但因缺乏養護，2015年傳牌樓因植物攀附、騎樓天花板屋桁蟲蛀嚴重，發生天花板崩塌，屋頂也有水泥剝落等情況。市府文化局2014年將老屋登錄為市定歷史建築，2019年底施作牌樓修復工程，於2020年12月3日修復，再現老街風華。

### 三峽挹翠樓
三峽挹翠樓建於1916年，簡阿牛在三峽開設「建發染坊」，經營染布業，成為地方仕紳階級，營建此精美洋樓。挹翠樓位在三峽老街之西側，坐東朝西。可能是出自於居住的需求，因此主建物背對著三峽老街，另外再設置門樓，形成更加隱私的空間。現僅存入口門樓與水井、右耳房、正面殘存3孔磚拱牌樓，保存部分精美泥塑殘跡，呈現始建當時精緻的匠藝，具美學價值，市府文化局2018年將老屋登錄為市定歷史建築。